# Барвинский, Алексей Дмитриевич
Алексей Дмитриевич Барвинский (1924—1999) — советский офицер-артиллерист во время Великой Отечественной войны, Герой Советского Союза (24.12.1943). Капитан. Комсомольский и партийный руководитель в послевоенные годы.

## Биография
Алексей Барвинский родился 4 апреля 1924 года в деревне Занфировка (ныне — Александрийский район Кировоградской области Украины) в семье крестьянина. Учился в 14-й специальной артиллерийской школе в Харькове, которая в начале Великой Отечественной войны была эвакуирована в Казахскую ССР, в город Актюбинск. В 1942 году окончил её и был направлен на учёбу в 1-е артиллерийское училище в Ленинграде. В 1943 году окончил его. С марта 1943 года — на фронтах Великой Отечественной войны. Участвовал в боях на Степном, Воронежском, 1-м и 4-м Украинском фронтах. К сентябрю 1943 года лейтенант Барвинский командовал взводом управления 691-го артиллерийского полка 237-й стрелковой дивизии 40-й армии Воронежского фронта. Отличился во время битвы за Днепр.
В ночь с 24 на 25 сентября 1943 года Барвинский совместно с группой радистов форсировал Днепр в передовом отряде 838-го стрелкового полка и принял участие в захвате плацдарма у села Гребени Кагарлыкского района Киевской области. Во время контратаки, предпринятой противником на рассвете, Барвинский корректировал огонь батарей своего полка, что позволило пехоте отразить пять атак немецких войск, нанеся им большие потери в живой силе и технике. Возглавив оборону наблюдательного пункта, Барвинский пулемётным огнём уничтожил большое количество солдат, скрытно подошедших к нему. В критический момент Барвинский вызвал огонь на себя, что позволило удержать наблюдательный пункт.
Указом Президиума Верховного Совета СССР от 24 декабря 1943 года за «мужество и героизм, проявленные в борьбе с немецко-фашистскими захватчиками» лейтенант Алексей Барвинский был удостоен высокого звания Героя Советского Союза с вручением ордена Ленина и медали «Золотая Звезда» за номером 4224.
Участвовал в освобождении правобережной Украины, Чехословакии, Польши. В 1944 году вступил в ВКП(б). 24 июня 1945 года участвовал в Параде Победы в Москве. В 1946 году в звании капитана был уволен в запас.
Первоначально жил в Новокузнецке, был первым секретарём горкома комсомола. В 1956 году окончил Высшую партшколу при ЦК КПСС. В 1956—1963 годах был первым секретарём Кременчугского горкома КП УССР, впоследствии те же должности занимал в Ялте и Керчи. Был делегатом XXII съезда КПСС. С 1980 года работал заместителем начальника Ялтинского морского порта по кадрам. Умер 14 июля 1999 года. Похоронен в Ялте на военном кладбище.
Был также награждён орденом Красного Знамени, двумя орденами Отечественной войны 1-й степени, двумя орденами «Знак Почёта», а также рядом медалей и чехословацким орденом.
В мае 2010 года, в канун празднования 65-летия Победы, на здании средней школы № 20 Кременчуга, где одно время был директором Барвинский, в его честь была установлена мемориальная доска.